# Ray Rigby (Gewichtheber)
Ray Rigby (eigentlich Raymond Edward Rigby; * 11. Juni 1949; † 1. August 1998 in Ballarat) war ein australischer Gewichtheber und Kugelstoßer.

## Karriere
Im Gewichtheben trat er bei den Olympischen Spielen 1968 in Mexiko-Stadt im Schwergewicht an. Im Drücken scheiterte er am Eingangsgewicht von 160 kg. 1970 siegte er bei den British Commonwealth Games in Edinburgh im Superschwergewicht (über 110 kg).
Im Kugelstoßen gewann er 1973 bei den Pacific Conference Games Bronze. Bei den British Commonwealth Games 1974 in Christchurch wurde er Sechster und beim Leichtathletik-Weltcup 1979 in Montreal Achter.
Sechsmal wurde er Australischer Meister im Kugelstoßen (1969, 1972, 1973, 1979, 1983, 1984). Seine persönliche Bestleistung in dieser Disziplin von 18,14 m stellte er am 4. März 1983 in Melbourne auf.